# PearPC
 (juillet 2018).
Si vous disposez d'ouvrages ou d'articles de référence ou si vous connaissez des sites web de qualité traitant du thème abordé ici, merci de compléter l'article en donnant les références utiles à sa vérifiabilité et en les liant à la section « Notes et références ».
PearPC est un émulateur du processeur PowerPC destiné aux processeurs x86, et donc capable d'émuler une grande partie des systèmes d'exploitation prévus pour ce processeur, comme Mac OS X, Apple Darwin, BeOS ou encore Linux, sur les processeurs Intel et AMD.
Ce logiciel, développé pour Microsoft Windows et Linux, est soumis à la licence de logiciel libre GNU GPL, ce qui permet d'assurer une libre diffusion et un développement rapide. La première préversion a été dévoilée le 10 mai 2004.
La particularité de l'émulateur, qui fait également son innovation, est de traduire immédiatement les données demandées par le système d'exploitation programmé pour PowerPC en langage compatible x86. C'est également à cause de ce système de traduction en temps réel qu'il est nécessaire d'avoir un minimum de mémoire vive, ainsi qu'un processeur à fréquence élevée.

## Schéma
| User-space |
| Mac OS 8   |
| Drivers    |

| User-space |
| Mac OS 9   |
| Drivers    |

| User-space |
| Mac OS X   |
| Drivers    |

| User-space  |
| Mac OS 10.3 |
| Drivers     |

| User-space  |
| Mac OS 10.4 |
| Drivers     |